# Bhiwandi
Bhiwandi (en marathi: भिवंडी) est une ville du district de Thane dans l'État de Maharashtra en Inde.

## Géographie
Bhiwandi est à cinquante kilomètres au nord-est de Bombay et une partie de son territoire est bordé au sud par le fleuve Uhlas.
La population de l'intercommunalité de Bhiwandi-Nizampur est de 711 329 habitants.

## Économie
Connu pour sa fabrique textile, 40 % de sa population dépendrait ainsi directement ou indirectement de cette industrie.